# Josep Torres Riera
Josep Torres Riera (Formentera, 1942) és un enginyer tècnic aeronàutic i físic formenterer. Actualment és el director del Departament de Ciències l'Espai i Tecnologies Electròniques a l'INTA.
La seva carrera professional ha tengut una important projecció en el món de l'espai, en el qual se’l considera un pioner a Espanya. Hi participa des de 1974, quan es llançà el satèl·lit espanyol INTASAT, fins al més recent NANOSAT 01, llançat el desembre de 2005. També ha exercit la direcció tècnica del Sistema Espanyol de Comunicacions per Satèl·lit, HISPASAT. Ha fet aportacions a la tecnologia espacial sobretot en el camp de les antenes de comunicacions, i els seus avenços s'han aplicat a programes internacionals de satèl·lits.
Ha organitzat congressos, participat en conferències i publicat articles i llibres sobre la seva especialitat. Pertany a diferents comitès científics i li atorgaren la Medalla al Mèrit Aeronàutic. El 2005 va rebre el Premi Ramon Llull.